# Gentiana alba
Gentiana alba ("pale gentian", "white gentian" o "cream gentian" en inglés) es una especie de planta herbácea perteneciente a la familia  Gentianaceae originario de Norteamérica.

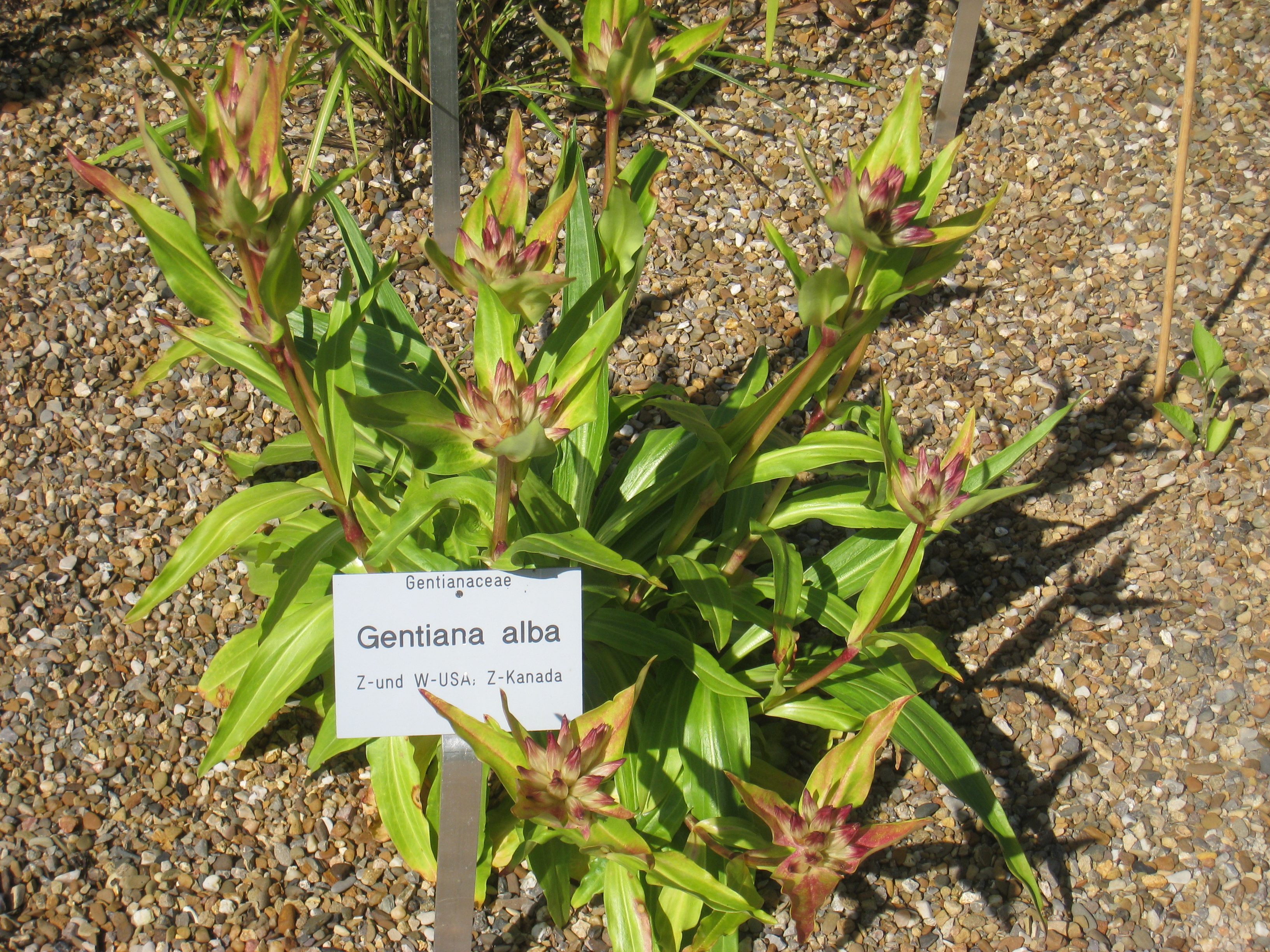
Vista de la planta

## Descripción
Posee raíces primarias gruesas de color blanco. Esta especie es muy parecida a Gentiana andrewsii, salvo que tiene un porte erecto y las flores de color blanco amarillento . Las plantas comienzan a florecer unas pocas semanas antes de  Gentiana andrewsii y las flores están más abiertas en la parte superior .

## Taxonomía
Gentiana alba fue descrita por Muhl. ex Nutt. y publicado en Catalogus Plantarum Americae Septentrionalis no. 29. 1813.
Etimología
Gentiana: Según Plinio el Viejo y Dioscórides, su nombre deriva del de Gentio, rey de Iliria en el siglo II a. C., a quien se atribuía el descubrimiento del valor curativo de la Gentiana lutea.
alba: epíteto latíno que significa "blanca".
Sinonimia
- Gentiana flavida A.Gray
- Dasystephana flavida (A.Gray) Britton
- Pneumonanthe flavida (A. Gray) Greene	[5]